# مقهى رضا علوان
مقهى رضا علوان من مقاهي بغداد الثقافية تأسس عام 1960 م كمحل لبيع القهوة ويقع في الكرادة الشرقية في بغداد التي تشتهر بوجود العديد من المقاهي الثقافية منها الذي لا يزال يحافظ على تراثه كمقهى الزهاوي ومقهى الشابندر يجمع رضا علوان بين الاستراحة والمنتدى الثقافي، تتردد على المقهى العوائل العراقية وشخصيات من مختلف الفئات لكنه اشتهر بتجمع الادباء والمثقفين العراقيين والعرب وتقام فيه امسيات وملتقيات ثقافية تتنوع ما بين الامسيات الشعرية وعرض المسرحيات وفعاليات خيرية وعلى عكس غالبية مقاهي بغداد يشهد رضا علوان حضوراً نسوياً ملحوظاً إضافة لحضور شخصيات سياسية ودبلوماسية رفيعة المستوى.
ومن مميزات المقهى عدم وجود الاركيلة ومنع التدخين (وجود مكان خاص للمدخنين) وعدم بث الأغاني مما يوفر مكاناً صحي وهادئ فمع إرتفاع الحرارة وانقطاع التيار الكهربائي في بغداد يجذب المقهى طلاب الجامعات وطلبة البكلوريا للمذاكرة لامتحاناتهم ويوفر المقهى كتباً للمطالعة وجرائد ومجلات لتتبع الاخبار. 

## التسمية
اكتسب تسميته من اسم مؤسسه رضا علوان وظلَّ محافظاً على اسمه مع إدارة احفاده للمقهى وشركة تحميص وبيع القهوة، وأستخدم الشكل الدائري في شعار مقهى رضا علوان ليمثل مقطع علوي للاشياء المستخدمة في تناول القهوة إضافة لحافات الرغوة التي تتكون على اطراف الاكواب والفناجين وكتب «بن رضا علوان 1960» في وسطه بالخط الديواني الجلي

## التاريخ
تأسس مقهى رضا علوان في ستينيات القرن الماضي في قلب بغداد، منطقة الكرادة من اسواق ومحمصة وتطورت الشركة وتوسعت لتمر بمرحلة الجيل الثاني من بن رضا علوان خلال السنوات القليلة المقبلة حيث اكتسبت سمعة طيبة في هذا المجال حتى تطورليصبح مقهى مشهور ويشهد هجرة المثقفين العراقيين من شارع المتنبي والرشيد نحو مقهى رضا علوان الثقافي

## ملتقى رضا علوان الثقافي
يرعى ملتقى رضا علوان الثقافي وهو جزء من المقهى عدة انشطة ثقافية واجتماعية متنوعة بالشراكة مع مؤسسات محلية ودولية وحكومية
1. الامسيات الشعرية
2. محافل توقيع الكتب
3. رعاية المهرجانات المحلية
4. إقامة آمسيات سينمائية  مجانية خلال شهر رمضان[5][11]

## اقرأ أيضًا
- مقاهي بغداد
- مقهى البرازيلية
- مقهى الزهاوي